# 1970년 12월 사건
1970년 폴란드 시위는 1970년 12월 사건(폴란드어: Wydarzenia Grudnia 1970) 및 해안 학살(폴란드어: Masakra na wybrzeżu)로도 알려져 있으며, 1970년 12월 14일부터 19일까지 폴란드 북부에서 발생했다. 이 시위는 임금이 정체된 가운데 식료품과 기타 일상용품 가격이 갑자기 인상된 것이 발단이 되었다. 파업은 폴란드 인민군과 시민 민병대에 의해 진압되었으며, 이로 인해 최소 44명이 사망하고 1,000명 이상이 부상당했다.

## 배경
1970년 12월, 정부는 한 해 내내 흉작이 계속된 후 기본 식료품, 특히 유제품 가격의 대폭 인상을 갑자기 발표했다. 이러한 인상은 특히 대도시의 일반 시민들에게 큰 충격을 주었다.

## 사건
가격 인상에 반대하는 시위는 북부 발트해 연안 도시인 그단스크, 그디니아, 엘블롱크, 슈체친에서 발생했다. 정권은 시위대에 대한 강경한 대응을 정당화하려 했던 비밀경찰에 의해 사주되었을 가능성이 있는 사보타주의 새로운 물결에 대해 우려했다. 비밀경찰이 사보타주와 폭력을 선동한 또 다른 가능한 이유는 노동자들 사이에서 폭력적인 죽음을 초래하고 그 책임을 당에 전가함으로써 집권 폴란드 통일노동자당(PZPR)의 지도부 교체를 촉진하기 위함이었다.
시위는 12월 14일에 시작되었다. 당 간부가 경찰차의 확성기를 이용해 파업자들에게 복귀를 설득하려 하자, 파업자들은 경찰차를 장악하고 확성기를 이용해 총파업을 선포하고 같은 날 당 건물 앞에서 시위를 열 것을 촉구했다. 오후에 경찰과의 충돌이 시작되었고, 방화 등 광범위한 싸움과 폭동이 밤늦게까지 계속되었다.
경찰은 시위나 폭동에 참여하지 않은 무작위 노동자들을 종종 잡아들이고 잔인하게 구타했는데, 일반적으로 구금자가 긴 경찰관들의 줄을 따라 이동하도록 강요하고 모든 경찰관들이 경봉으로 구금자를 구타하는 기술을 사용했다.
12월 15일 그단스크에서 시위대는 집권당 지방위원회 건물에 불을 질렀는데(두 번 불을 질렀다고 보고됨), 이는 시위의 상징적인 순간이 되었다. 그들은 또한 일부 경찰관을 포로로 잡고 그단스크 조선소로 옮겨 노동자 작업복으로 갈아입게 한 다음 경찰서로 이송했다. 시위대가 OT-62 군용 장갑차 20대로 구성된 부대에 의해 격퇴될 때까지 지방위원회 건물의 지붕은 불에 탔다. 12월 15일 그단스크에서 최소 6명이 사망한 것으로 알려졌다. 다음날 아침 조선소 또는 그 근처에서 2명이 추가로 총살당했다.
스타니스와프 코치오웨크 부총리는 12월 16일 저녁 TV 연설에서 시위자들을 비난했지만 노동자들에게는 직장으로 복귀하라고 촉구했다. 그러나 12월 16~17일 밤, 그디니아의 조선소는 탱크를 포함한 경찰과 군대에 의해 포위되었다. 부총리의 호소에 응한 일부 노동자들에게는 치명적인 결과를 초래했다. 그디니아에서는 군인들이 직장으로 돌아가는 노동자들을 막으라는 명령을 받았고 12월 17일 기차에서 내리는 노동자들에게 발포하여 최소 11명이 사망했다. 그 후 그디니아의 다른 지역에서도 시위 중 총살당한 사람들이 발생하여 그디니아의 공식 사망자 수는 18명에 달했다. 그디니아의 부상자 수는 확실하지 않지만 수백 명에 달하는 것으로 추정된다.
시위 운동은 다른 도시로 확산되어 파업과 점거로 이어졌다. 정부는 특수 경찰대원 5,000명과 중장갑차와 기관총으로 무장한 군인 27,000명을 동원했다. 전체적으로 1,000명 이상이 부상당하고 최소 44명이 사망했다.

## 해결
당 지도부는 바르샤바에서 회의를 열고 과감한 조치가 취해지지 않으면 전면적인 노동계급 봉기가 불가피하다고 결정했다. 모스크바의 레오니트 브레즈네프의 동의 하에 고무우카, 클리슈코 및 기타 지도자들이 사임을 강요받았다. 만약 가격 인상이 고무우카에 대한 음모였다면, 그것은 성공한 것이다. 모스크바가 미에치스와프 모차르를 받아들이지 않자, 에드바르트 기에레크가 새로운 지도자로 선출되었다. 가격 인상은 철회되었고, 임금 인상이 발표되었으며, 광범위한 경제 및 정치적 변화가 약속되었다. 기에레크는 그단스크로 가서 노동자들을 만나 과거의 실수를 사과하고 정치적 쇄신을 약속하며 자신도 노동자로서 이제 국민을 위해 통치할 것이라고 말했다.
스타니스와프 코치오웨크는 부총리 직을 잃었다. 짧은 기간 동안 그는 중앙위원회 위원으로 남아 있었지만, 1971년 2월에 외교관으로 재배치되었다. 이는 1971년 1월에 이전의 비밀 정책을 뒤집어 정부 통제 언론이 시위 중 사망한 44명의 명단을 발표한 직후였다.

## 영향
시위자들의 목표가 정치적이라기보다는 주로 사회경제적이었지만, 이 폭동은 폴란드 사회의 휴면 상태에 있던 정치 활동을 재활성화시켰다. 그럼에도 불구하고, 해안 지역 노동자들은 정부가 식료품 가격 인상이라는 목표를 실행하는 것을 막지 못했다. 이는 몇 주 후 1971년 우치 파업 이후에야 달성되었다.
폴란드 시위는 서유럽과 소련 블록 모두에서 폭넓은 공감과 지지를 얻었다. 동독의 퀼룽스보른 부두와 리가에서 모방 파업이 발생했으며, 좌초된 소련 선박의 소련 선원들은 그단스크와 슈체친 시민들과 식량을 나누었고, 폴란드 파업자들은 폴란드 내 소련 가족들을 보복으로부터 보호했다.
후속 시위는 1976년과 1980년에 발생했다. 후자는 연대 노조의 창설로 이어졌다.

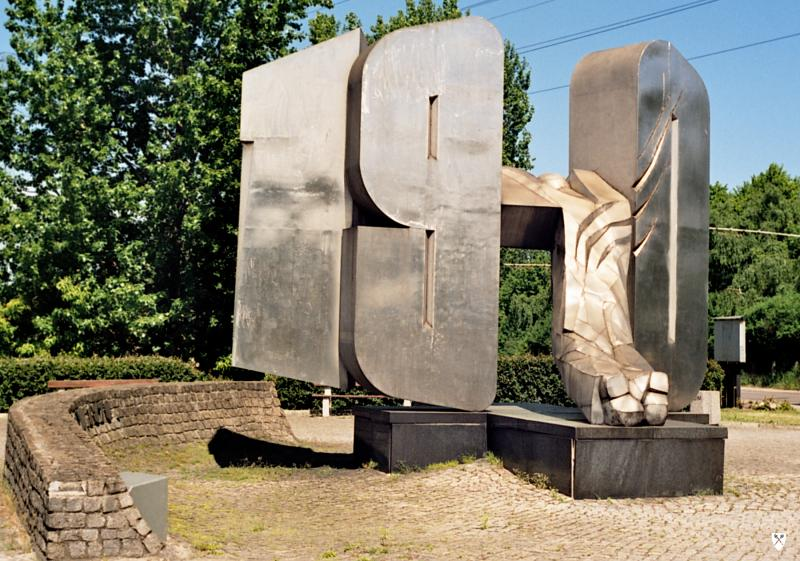
그디니아의 1970년 시위 희생자 기념비
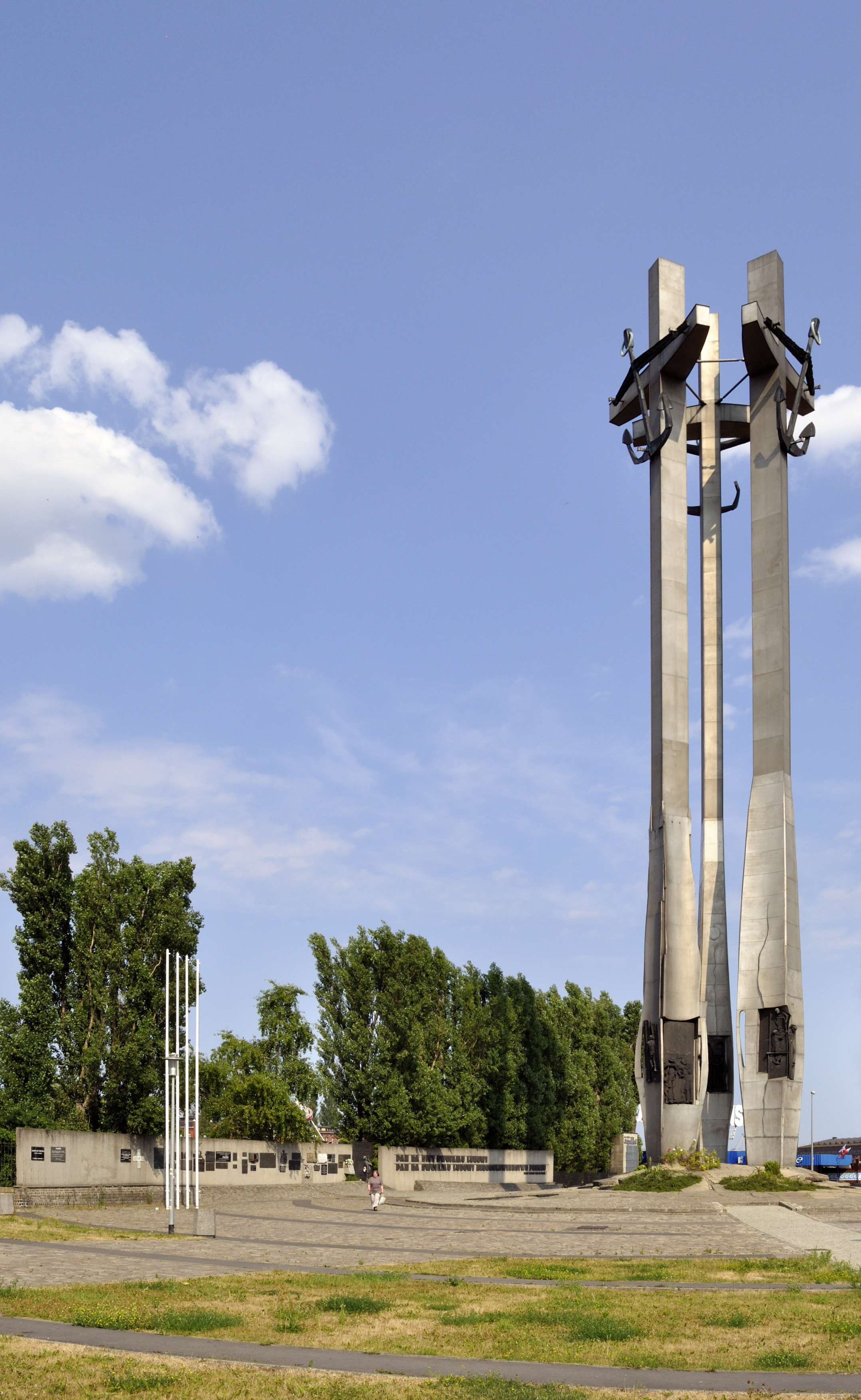
그단스크의 1970년 조선소 노동자 희생자 기념비
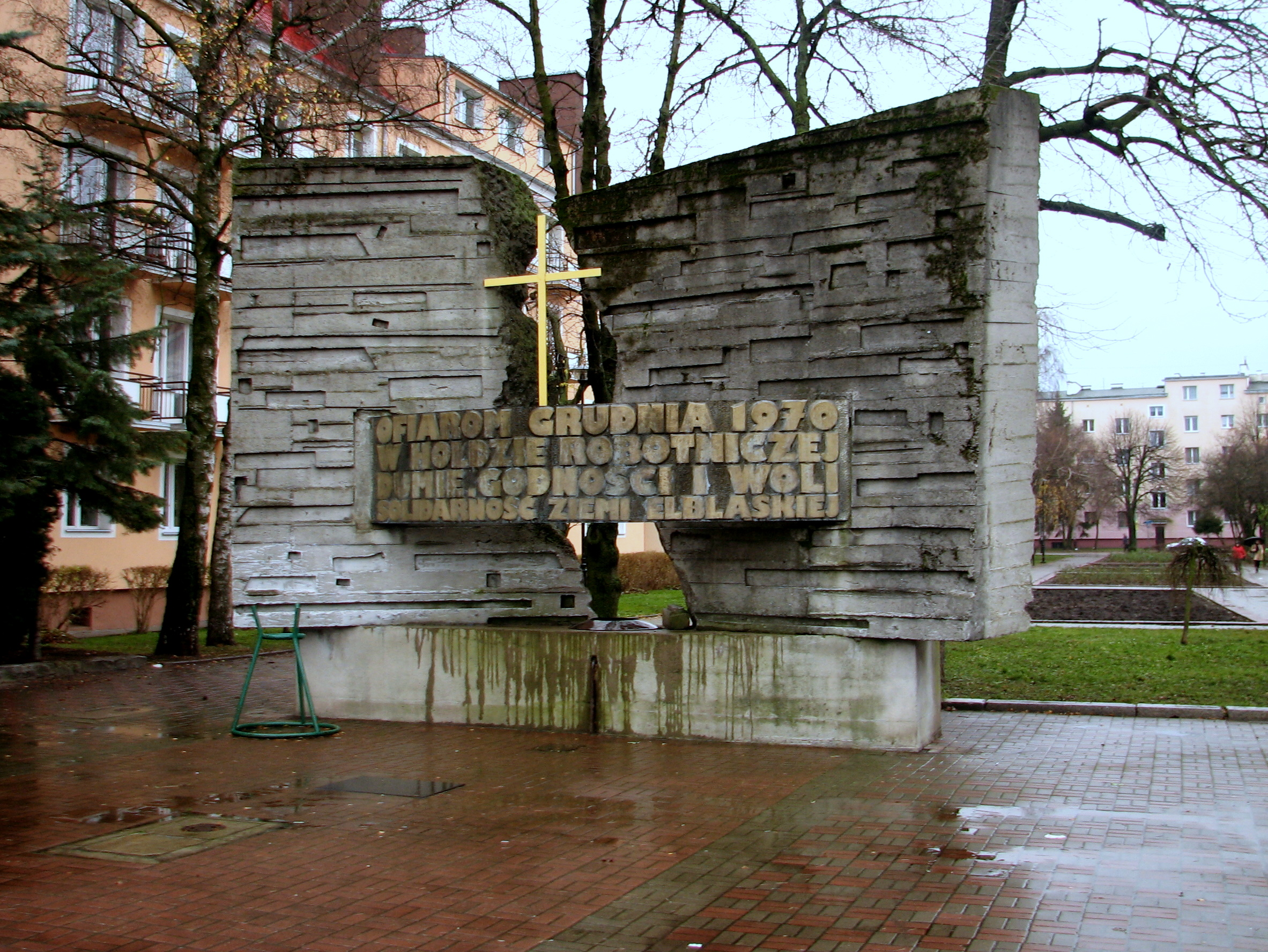
엘블롱크의 1970년 시위 중 학살 희생자 기념비

## 같이 보기
- 잭 스트롱, 학살에 동기 부여를 받아 NATO를 위해 스파이 활동을 한 리샤르트 쿠클린스키에 대한 2014년 폴란드 영화
- 야네크 비슈니에프스키, 당시 알려지지 않은 젊은 희생자에게 주어진 가상의 이름으로, 야네크 비슈니에프스키 시와 노래에 영원히 기억되었다.
- 철의 사나이, 학살이 중요한 역할을 하는 안제이 바이다의 1981년 영화.
- 스트라이크, 연대 운동에 대한 2006년 폴란드-독일 영화.